# Пантеизъм
Пантеизъм е вярата, че всичко съществуващо е идентично с божествеността, или че всичко образува един всеобхватен иманентен бог. Така пантеистите не вярват в обособен персонифициран или антропоморфен бог.